# Fernand Buyle
Pour les articles homonymes, voir Buyle.
Fernand Nand Buyle est un footballeur international belge, né le 3 mars 1918 à Molenbeek-Saint-Jean.
Il a été attaquant au Daring Club de Bruxelles à partir de la saison 1934-1935 et joué seize fois en équipe nationale dont un match à la Coupe du monde en 1938.

## Palmarès
- International de 1937 à 1945 (16 sélections et 1 but marqué)
- Participation à la Coupe du monde 1938 (joue 1 match)
- Champion de Belgique en 1936 et 1937 avec le Daring Club de Bruxelles
- Vainqueur de la Coupe de Belgique en 1935 avec le Daring Club de Bruxelles